# Leschères-sur-le-Blaiseron
Leschères-sur-le-Blaiseron település Franciaországban, Haute-Marne megyében. Lakosainak száma 88 fő (2022. január 1.). Leschères-sur-le-Blaiseron Ambonville, Bouzancourt, Cerisières, Charmes-en-l’Angle, Flammerécourt, Gudmont-Villiers és Rouécourt községekkel határos.

## Népesség
A település népességének változása:
| Lakosok száma | 100  | 87   | 78   | 107  | 97   | 101  | 101  | 94   | 90   | 88   |
|               | 1968 | 1982 | 1990 | 2006 | 2013 | 2015 | 2017 | 2019 | 2020 | 2022 |